# نيجنكامسك
نيجنكامسك (بالروسية: Нижнекамск) هي إحدى مدن روسيا في الكيان الفدرالي الروسي تتارستان.

## أعلام
- بوغدان ياكيموف
- بيفل كوليكوف
- ألفيرا ميسباخوفا